# The Diary (альбом J Dilla)
The Diary (с англ. — «Дневник») — шестой посмертный альбом американского продюсера и рэпера J Dilla. Записанный в 2001—2002 годах, он предназначался для выхода на лейбле MCA Records. В результате внутренних проблем лейбла, а также несоответствия ожидаемому результату, выпуск практически готового альбома был отложен, а позже и вовсе отменён. The Diary был выпущен лишь спустя 10 лет после смерти музыканта, 15 апреля 2016 года, совместно лейблом PayJay под руководством семьи музыканта и лейблом Nas’а Mass Appeal Records. На данном альбоме J Dilla хотел доказать всем, что он не только продюсер, но ещё и рэпер, поэтому большинство композиций альбома спродюсировано продюсерами-друзьями Диллы, в числе которых Madlib, Pete Rock, Nottz, Hi-Tek и Каррим Риггинс. The Diary является последним невыпущенным альбомом, подготовленным к релизу ещё при жизни музыканта. С альбома было выпущено шесть синглов: «The Anthem», «Diamonds», «Give Them What They Want», «The Introduction», «Gangsta Boogie», а также известная в андерграунд хип-хоп-среде композиция «Fuck the Police», выпущенная ещё в 2001 году.

## Предыстория
К концу 1990-х годов, J Dilla (известный тогда как Jay Dee) зарекомендовал себя как талантливый продюсер. Однако его рэперские качества часто ставились под сомнение. Журнал Spin назвал его «возможно худшим продюсером, читающим рэп, со времён Warren G». Выпустив данный альбом, он хотел доказать, что он не просто продюсер, но ещё и талантливый рэпер.

## Запись
Работа над альбомом The Diary, известным также как Pay Jay, началась ещё в 2001 году, после релиза альбома Welcome 2 Detroit. Альбом должен был стать мейнстримным дебютом музыканта, выпущенным на волне популярности. Лейбл MCA Records подписал с Диллой контракт на выпуск двух альбомов, ожидая от него работ, похожих на предыдущие. Однако его стиль постоянно менялся и он не хотел копировать свои предыдущие работы. Поэтому когда лейбл увидел полученный альбом, было принято решение отложить его выпуск, а позже и вовсе отказаться от его выпуска. В результате, разочаровавшись в мейджор лейблах, J Dilla отложил The Diary и начал работу над Ruff Draft, который он выпустил на собственном независимом лейбле Mummy Records.
Изначально работа над The Diary проходила на студии, прозванной друзьями Диллы «Космический корабль» (англ. The Spaceship) за её огромный микшерный пульт, которая расположена в Клинтоне, штат Мичиган, в 20 километрах к северу от Детройта. Среди продюсеров, работавших над альбомом, были Pete Rock, Madlib, Hi-Tek, House Shoes, Waajeed и малоизвестный на тот момент Канье Уэст. Демоверсия альбома была записана на студии Studio A в Детройте и отправлена представителям лейбла. После того, как лейбл отказался выпускать альбом, он был помещён вместе с остальными материалами музыканта в отделении хранилища в Детройте, в то время как сам Дилла уехал в Лос-Анджелес.
Про альбом вспомнили уже после смерти музыканта. Иотэн «Egon» Алапатт (англ. Eothen Alapatt), бывший менеджер лейбла Stones Throw и друг Диллы, был назначен в качестве креативного директора, управляющего выпуском ранее невыпущенных материалов Диллы. Данный альбом стал одним из первых альбомов, судьбой которого он заинтересовался. Были найдены оригинальные мастер-треки, созданные Диллой. Были подготовлены документы, освобождающие Диллу от контракта с лейблом и позволяющие им выпустить данный альбом. Однако Артур Эрк (англ. Arthur Erk), управлявший на тот момент наследством, отстранил Egon’а от работы. После ряда судебных тяжб Эрк был уволен, на его место был назначен независимый исполнитель Алекс Борден (англ. Alex Borden), а Egon возвращён на место креативного директора, поскольку он был лично знаком с Диллой и знал, какими он видел свои проекты. Также для работы над данным альбомом и другими материалами музыканта был создан лейбл PayJay.
Однако на этом работа над альбомом не закончилась. После того, как материалы были найдены, оказалось, что они были записаны с использованием старых форматов. На их расшифровку и восстановление было потрачено несколько лет. В работе над ними, а также с мастерингом им помогал Дейв Кули (англ. Dave Cooley), инженер на студии Elysian Masters и общий друг Egon’а и Диллы. Когда все файлы были восстановлены, оказалось, что у каждой композиции было подготовлено по несколько вариантов. Совместно с J Rocc, также их общим другом, коллегой и концертным диджеем Диллы, Egon выбрал наиболее подходящие, на его взгляд, варианты. «Я доволен результатом. Мне кажется, альбом звучит именно так, как его бы выпустил Dilla», — говорит он. По его словам, альбом «точен на 85,90 %». House Shoes, продюсер и друг Диллы, соглашается с ним, называя The Diary «наиболее аккуратным материалом, который мы слышали, выпущенным со дня смерти [J Dilla]».

## Релиз
Ещё до начала работы по восстановлению альбома, в апреле 2008 года, его незаконченная версия утекла в интернет и позже была выпущена на виниловых пластинках в качестве неофициального бутлега под названием Pay Jay. Узнав об этом, Артур Эрк заказал рекламу в журнале Billboard, в которой заявил, что только он может дать разрешение на выпуск альбома на основе материалов Джей Диллы.
Официальный релиз альбома, а также его название — The Diary, впервые были анонсированы в феврале 2013 года. Выход альбома был запланирован на весну того же года. Однако в назначенные сроки он не был выпущен и несколько лет о нём не было никакой информации.
18 февраля 2016 года рэпер Nas появился в программе Зейна Лоу на радио Beats 1, где он анонсировал, что альбом выйдет 15 апреля 2016 года на его лейбле Mass Appeal Records совместно с лейблом PayJay. В тот же день была представлена композиция «The Introduction», а также стал доступен предзаказ альбома в iTunes, вместе с обложкой и списком треков.
25 февраля 2016 года был анонсирован выпуск виниловой версии альбома. Релиз был запланирован на день музыкального магазина, 16 апреля 2016. Альбом также содержал 16-страничный буклет с информацией о создании альбома, написанный Иотэном Алапаттом и Ронни Ризом (англ. Ronnie Reese), автором буклета к Ruff Draft. В тот же день был опубликован список продюсеров альбома.
17 марта 2016 года на фестивале South by Southwest Nas показал ранее неизвестную композицию «The Sickness». Спродюсированная Madlib’ом, она была записана ещё в 2001 году, но в 2015 году к ней был добавлен куплет Наса. Согласно пресс-релизу, трек будет доступен только в iTunes-версии альбома, однако также будет выпущен отдельно.
В преддверии выхода альбома лейбл Mass Appeal выпустил серию коротких видеороликов, в которых несколько продюсеров альбома рассказали о том, как они познакомились с Джей Диллой, а также о работе над альбомом.

### Синглы
Сингл «Fuck the Police» изначально был выпущен на виниловых пластинках 18 сентября 2001 года. Композиция была написана Диллой, работавшим в юности кадетом в полицейском департаменте Детройта, после постоянных проблем с полицией, которые задерживали его из-за внешнего вида — J Dilla одевался в самые модные вещи и имел дома гардероб, доверху заполненный вещами, из-за чего полиция считала его наркодилером. «Fuck the Police» предназначался для альбома The Diary, однако MCA Records отказались добавлять его на альбом, поскольку он был выпущен через неделю после событий 11 сентября и содержал строки «к чёрту полицию <…> мы можем избавиться от нескольких из них, их и так достаточно». Тогда J Dilla решил отправить сингл калифорнийскому инди-лейблу Up Above Records, который и выпустил его. Спустя более десяти лет, 18 апреля 2015 года, в день музыкального магазина, лейбл PayJay перевыпустил сингл «Fuck the Police». Он был выпущен ограниченным тиражом на 9-дюймовой виниловой пластинке, созданной в форме полицейского жетона.
Второй сингл с альбома, «The Anthem», записанный совместно с группой Frank n Dank, был выпущен 11 февраля 2013 года. 15 апреля онлайн-магазин Rappcats выпустил сингл на виниловых пластинках, совместно с би-сайдом «Trucks», основанным на композиции «Cars» Гэри Ньюмана и ранее выпущенным неофициально. Обе композиции сингла были спродюсированы Джей Диллой. Согласно пресс-релизу, мастер-треки с ними были найдены вскоре после смерти музыканта. Работу над ними продолжил инженер Дейв Кули, работавший с Диллой в период его пребывания в Лос-Анджелесе. Сохраняя все элементы оригинальных композиций, Кули хотел завершить их так, как это сделал бы сам J Dilla, используя оригинальные демозаписи музыканта. Композиция «The Anthem», текст которой использует элементы композиции R. Kelly «Fiesta», изначально была создана с использованием инструментала, созданного Канье Уэстом для Jay-Z. Оригинальная версия, называвшаяся «We F’d Up», была выпущена в составе бутлега Pay Jay. В 2008 году Уэст написал в своём блоге, что он «ранее никогда не слышал этот трек». «Я создал этот инструментал в 2001 году, сразу после „Takeover“. Мы не смогли разрешить проблемы с семплом The Doors и мной была создана данная версия, предназначенная для Большого Брата Хоува», — писал он. Финальная версия, спродюсированная Диллой, сильно отличается от версии Уэста, являясь более спокойной.
Третьим синглом с альбома стала композиция «Diamonds», опубликованная 2 августа 2013 года. 27 августа она была выпущена на виниловых пластинках совместно с композицией «Ice» в составе Diamonds & Ice EP. Ещё до выхода посмертного альбома The Shining J Dilla назвал данные композиции «The Shining Pt. 1» и «The Shining Pt. 2». Продюсером «Diamonds (The Shining Pt. 1)» стал Nottz, в то время как продюсером «Ice (The Shining Pt. 2)» стал Madlib. Помимо самих композиций и инструменталов к ним на EP присутствуют дополнительная версия «Diamonds», альтернативная версия «Ice», отличающаяся от финальной и показывающая музыкальный стиль, в сторону которого J Dilla ушёл в своих более поздних работах, а также дополнительный инструментал Мэдлиба «The D», который Дилла оставил для альбома, но так и не использовал. При оформлении пластинки использовалась иллюстрация, созданная Брайаном «B+» Кроссом и Шепардом Фейри.
16 апреля 2014 года была опубликована композиция «Give Em What They Want». 6 мая лейблом Pay Jay на виниловых пластинках был выпущен одноимённый EP, в состав которого вошли композиции «Give Em What They Want» и «The Doe», созданные с использованием одного текста и разных инструменталов, сами инструменталы к ним, а также композиция «So Far». Продюсером «Give Em What They Want» стал сам J Dilla, в то время как продюсером двух других треков стал Supa Dave West.
Вступительный трек альбома, спродюсированная House Shoes композиция «The Introduction», была впервые представлена 18 февраля 2016 года в программе Зейна Лоу на радио Beats 1. В тот же день «The Introduction» и предзаказ всего альбома The Diary стали доступны в iTunes. Pitchfork отметил данную композицию, заявив, что «хотя известность ему принёс его уникальный продакшн, Дилла неплохо справлялся и с микрофоном».
Незадолго до выхода альбома, 2 апреля 2016 года, Dr. Dre представил в своей программе The Pharmacy на радио Beats 1 последний сингл с альбома, «Gangsta Boogie», записанный совместно со Snoop Dogg и Kokane. В тот же день сингл стал доступен в iTunes. Продюсером композиции стал Hi-Tek. В феврале 2012 года, в интервью журналу Complex Peanut Butter Wolf, основатель лейбла Stones Throw, рассказал о незаконченном треке, в котором J Dilla упоминал Snoop Dogg’а. По его словам, Дилла хотел записать с ним совместный трек, но не успел. В интервью Mass Appeal в апреле 2016 года Snoop Dogg заявил, что ему «не довелось лично сотрудничать» с Диллой. «Он делал крутую музыку примерно в то же время, когда я делал крутую музыку. Я слышал про него и хотел связаться с ним. Когда его не стало, я связался с его людьми и сообщил, что я определённо хотел сотрудничать с ним», — рассказал он.

## Критика
| Совокупная оценка    | Совокупная оценка |
| Источник             | Оценка            |
| -------------------- | ----------------- |
| Metacritic           | 77/100            |
| Оценки критиков      |                   |
| Источник             | Оценка            |
| Allmusic             | [ 44 ]            |
| Clash                | 7/10              |
| Consequence of Sound | B                 |
| Drowned in Sound     | 5/10              |
| The Guardian         | [ 48 ]            |
| NME                  | 4/5               |
| The New York Times   | (положительная)   |
| The Observer         | [ 51 ]            |
| Pitchfork            | 6.9/10            |
| Q                    | [ 53 ]            |
| Spin                 | 8/10              |
| XXL                  | XL (4/5)          |

The Diary получил в целом положительные оценки критиков, которые в большинстве своём отметили способности Диллы как рэпера, но заявили, что альбом не смог превзойти остальные работы музыканта. Средний балл на сайте Metacritic составил 77 из 100.
Allmusic поставил оценку 3,5 из 5, отметив, что «The Diary Джей Диллы, возможно, не лучший материал, выпущенный музыкантом. Но это ключевая и проясняющая многое глава в его творчестве, даже если слушать её вне контекста. Не менее важно то, что желание мастера музыканта наконец-то выполнено». Также было отмечено, что в отличие от реальной персоны, скромной и сдержанной, в своём творчестве J Dilla вживается в роль «хвастливого, воинственного, сквернословящего, бесшабашного персонажа». Clash поставил оценку 7 из 10, отметив «разъярённые строки» и заявив, что «альбом в любом случае предлагает привлекательный снимок Джеймса Йенси-рэпера. Конечно, это не лучшая его работа, но расположенные в ней моменты <…> позволяют ей стать солидным дополнением к каталогу Джей Диллы». Consequence of Sound поставил оценку B («хорошо»), отметив, что «на альбоме J Dilla не становится бесподобным MC <…> Однако возможность услышать его ещё раз является бесценной» и заявив, что если альбом вышел бы в 2002 году, то он, возможно, позволил бы ему начать карьеру рэпера.
Drowned in Sound поставил альбому оценку 5 из 10, назвав альбом «крайне незапоминающимся» и заявив, что, возможно, причиной, по которой альбом так и не был выпущен, стало желание самого музыканта. The Guardian, напротив, назвала альбом «отличной коллекцией музыки», которая «в очередной раз показывает колоссальный талант Диллы», отметив, однако, что его читка «точная, но часто невзрачная». NME поставил The Diary оценку 4 из 5, назвав его «приличным дополнением к огромной коллекции его работ», однако отметив, что альбом «так до конца и не смог разрушить подозрение, что J Dilla был выдающимся продюсером, но посредственным рэпером». The Observer поставил альбому оценку 3 из 5 звёзд, назвав Диллу «ловким и резким» рэпером «со слабым воображением». Pitchfork поставил альбому оценку 6,9 из 10, отметив, что «как и у любого алмаза, который только достали из земли, у данного альбома есть недостатки, но он всё равно драгоценен». Spin поставил оценку 8 из 10, отметив, что «Дилла удивил бы улицы» данным альбомом, и заявив, что «данный альбом предназначен для преданных фанатов музыканта, но и обычные фанаты найдут в нём что-то себе по вкусу». Журнал XXL также назвал The Diary «обязательным к прослушиванию фанатам Диллы», поставив оценку XL («хорошо»).

## Список композиций
| №                   | Название                                                 | Музыка               | Длительность |
| ------------------- | -------------------------------------------------------- | -------------------- | ------------ |
| 1.                  | «The Introduction»                                       | House Shoes, J Dilla | 3:16         |
| 2.                  | «The Anthem» (совместно с Frank n Dank)                  | J Dilla              | 2:47         |
| 3.                  | «Fight Club» (совместно с Nottz и Boogie)                | Waajeed              | 2:24         |
| 4.                  | «The Shining, Pt. 1 (Diamonds)» (совместно с Kenny Wray) | Nottz                | 2:53         |
| 5.                  | «The Shining, Pt. 2 (Ice)»                               | Madlib               | 1:09         |
| 6.                  | «Trucks»                                                 | J Dilla              | 3:41         |
| 7.                  | «Gangsta Boogie» (совместно с Snoop Dogg и Kokane)       | Hi-Tek               | 3:18         |
| 8.                  | «Drive Me Wild»                                          | Каррим Риггинс       | 2:23         |
| 9.                  | «Give Them What They Want»                               | J Dilla              | 2:28         |
| 10.                 | «The Creep (The O)»                                      | Hi-Tek               | 2:50         |
| 11.                 | «The Ex» (совместно с Bilal)                             | Pete Rock            | 3:32         |
| 12.                 | «So Far»                                                 | Supa Dave West       | 2:17         |
| 13.                 | «Fuck the Police»                                        | J Dilla              | 2:34         |
| 14.                 | «The Diary»                                              | Bink!                | 1:27         |
| Общая длительность: | Общая длительность:                                      | Общая длительность:  | 36:59        |

| №                   | Название                         | Музыка              | Длительность |
| ------------------- | -------------------------------- | ------------------- | ------------ |
| 15.                 | «The Sickness» (совместно с Nas) | Madlib              | 2:38         |
| 16.                 | «The Doe»                        | Supa Dave West      | 2:15         |
| Общая длительность: | Общая длительность:              | Общая длительность: | 41:52        |